# IC 160
IC 160 је елиптична галаксија у сазвјежђу Кит која се налази на листи објеката дубоког неба у Индекс каталогу.
Деклинација објекта је - 13° 14' 50" а ректасцензија 1h 46m 29,5s. Привидна величина (магнитуда) објекта IC 160 износи 13,9 а фотографска магнитуда 14,9. IC 160 је још познат и под ознакама MCG -2-5-44, NPM1G -13.0074, PGC 6511.